# Аялон (пещера)
Аяло́н (ивр. מערת איילון‎) — пещера около города Рамла между Тель-Авивом и Иерусалимом, имеющая длину более 2700 метров и по этому показателю занимающая второе место среди известняковых пещер Израиля.
Пещера была обнаружена 24 апреля 2006 года в ходе планового обследования при разработке карьера, принадлежащего цементному заводу Nesher Israel Cement Enterprises Ltd., и получила своё имя от долины реки Аялон, в которой она расположена (само это название впервые упоминается ещё в Ветхом Завете, в Книге Иисуса Навина — Нав. 10:12). Её изучением занимались сотрудники Еврейского университета в Иерусалиме и добровольцы Израильского исследовательского пещерного центра.
Для защиты уникальной фауны пещеры (6 эндемичных видов членистоногих) пещера закрыта для посещения общественности. Хозяин карьера заявил, что его компания заинтересована в сохранении пещеры и её экосистемы независимо от всех неудобств.

## Открытие и расположение

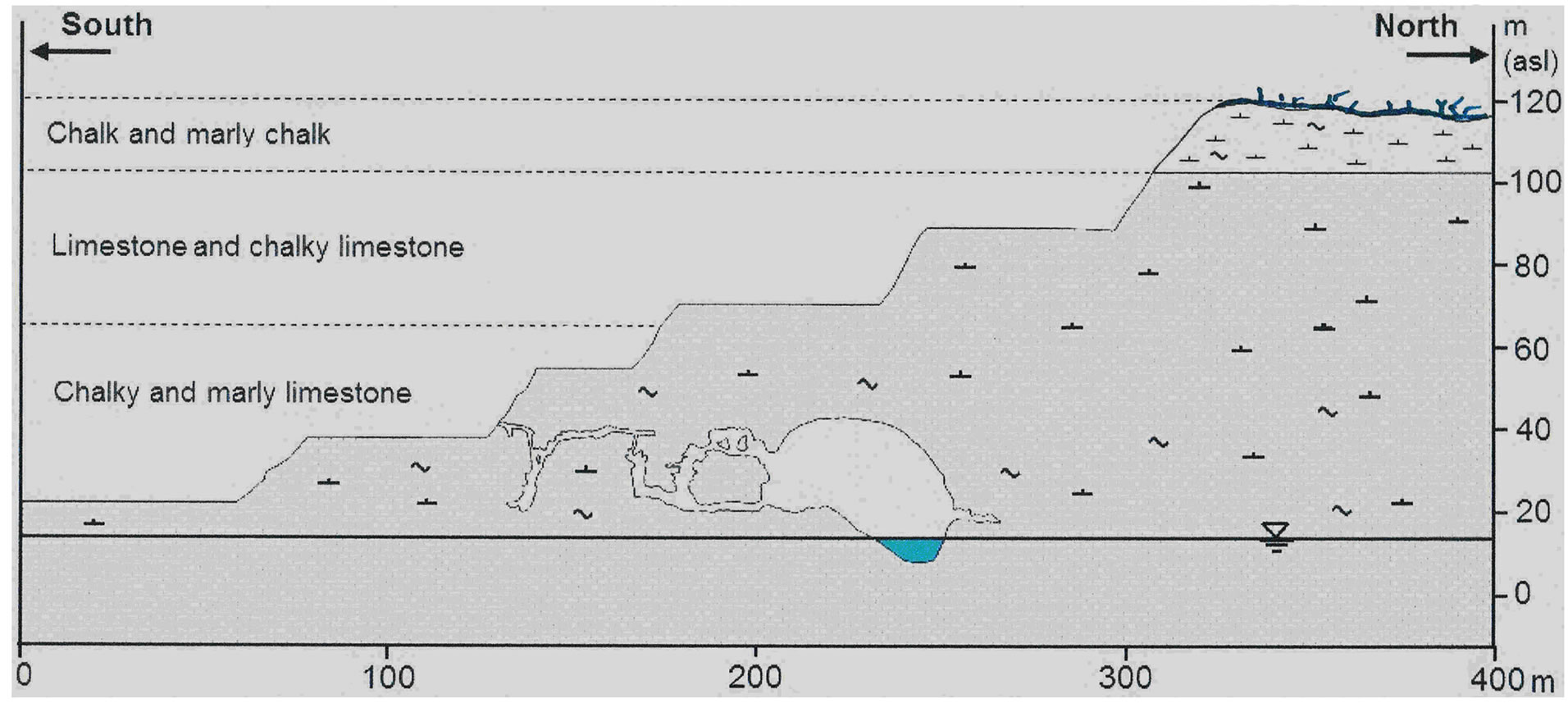
Северный край карьера Нешер. Сечение с пещерой Аялон

Пещера Аялон находится примерно в 4 км к юго-востоку от города Рамла и в 21 км от Средиземного моря в центральном районе Израиля (координаты 31° 54′ 37″ северной широты, 34° 55′ 39″ восточной долготы). Пещера расположена в известняковом карьере компании Nesher Israel Cement Enterprises Ltd., который занимает площадь около 1300×600 м. На момент её открытия в 2006 году дно карьера было ниже первоначального уровня поверхности на 100 м и ниже уровня грунтовых вод по состоянию на 1950-е годы.
Несмотря на небольшие размеры, Израиль богат пещерами, большинство из которых карстового типа. Одним из свойств карста является вероятность обрушения почвы над подземными полостями как в карьерах, так и в населённых пунктах на недостаточно изученных территориях. Такие обрушения уже случались на территории солёной аномалии Аялона, иногда в непосредственной близости от жилых домов. В частности, в декабре 1997 года в карьере компании Nesher Israel Cement Enterprises Ltd. произошла крупная авария: потолок одной из подземных полостей стал настолько тонок, что обрушился под весом бульдозера, водитель которого погиб в результате падения с высоты в 40 м. С тех пор горнодобывающая компания начала активно разыскивать подземные полости на ранних стадиях разработки новых пластов карьера. Пещеры были обнаружены на северном и восточном краю карьера в непосредственной близости от пещеры Аялон, но к моменту их открытия не имели своего прежнего объёма и уже частично разрушились.
Полость, в дальнейшем получившая название Аялон, была обнаружена в ходе планового обследования. Её изучением занимались сотрудники Еврейского университета в Иерусалиме и добровольцы Израильского исследовательского пещерного центра, которые продолжили изучение, углубившись дальше в пещеру. 31 мая 2006 года зоологи Амос Фрумкин и Ханан Диментман описали открытие пещеры Аялон и её уникальную фауну на пресс-конференции в Еврейском университете в Иерусалиме. За этим последовало широкое освещение в израильских телевизионных программах и крупных газетах, таких как «Гаарец», «Маарив», «Едиот ахронот» и The Jerusalem Post. Об открытии пещеры сообщили также международные средства массовой информации, но в последующие годы она лишь изредка становилась предметом освещения в Израиле.

## Геология

### Структура пещеры
Пещера Аялон расположена на высоте от 11,30 до 49 м над уровнем моря и занимает площадь 100 × 140 м. Она представляет собой систему узких, частично вертикальных, коридоров общей протяжённостью 2780 м, образующих два основных этажа. Узкие ходы, пересекающиеся друг с другом наподобие лабиринта и имеющие круглые или эллиптические сечения диаметром от 0,30 до 1,4 м формируют верхний этаж пещеры, расположенный на высоте от 40 до 49 м над уровнем моря. Общая длина проходов на верхнем этаже, частично разрушеных или заполненых глиной, достигает почти 2000 м, что составляет примерно три четверти суммарной длины пещеры. Часть стен покрыта кальцитом, который в некоторых местах полностью или на большей части сечения перекрывает трубообразные проходы. Нижний этаж пещеры находится на высоте от 11,30 до 32 м над уровнем моря и соединен с верхним этажом вертикальными колодцами. Из-за обвалов, более частых по сравнению с верхним этажом, некоторые участки стали непроходимыми. Проходы на нижнем этаже более широкие по сравнению с верхним.
На нижнем этаже пещеры расположено три грота. Крупнейший грот находится примерно в 200 м от входа в пещеру, его высота составляет более 30 м, диаметр — 40 м. Стены грота покрыты кристаллами кальцита, которые образуют в нижней части 5-сантиметровый толстый слой, утончающийся по направлению к вершине. Над этим залом располагается слой коренной породы толщиной около 30 м. И хотя сам зал пока не обрушился, расчёты показывают его низкую устойчивость. Этот вывод подтверждается тем фактом, что с момента образования пещеры часть потолков в камерах обрушилась, и некоторые проходы блокированы обломочным материалом или имеют деформированно-смещённые стенки и потолок. Часть грота занимает подземное озеро глубиной 4 м, в котором солёность грунтовых вод сочетается с высоким содержанием сероводорода.

### Гидрогеология

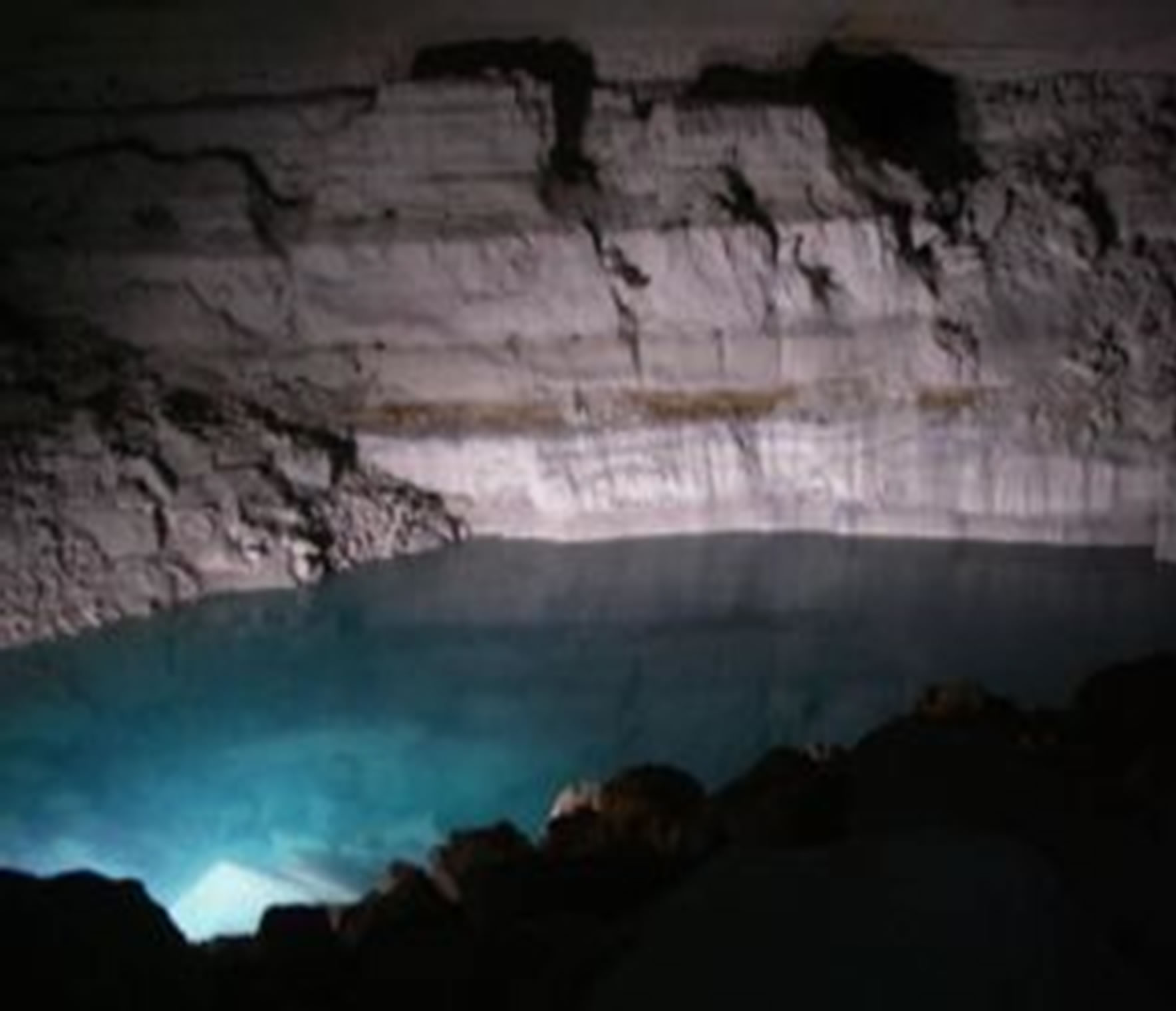
Пещера Аялон. Большой грот с пещерным озером на переднем плане и скопление обломочного материала от древнего обвала на заднем плане слева

Пещера входит в состав водоносного горизонта Яркон-Таниним — главного резервуара пресной воды в Израиле. Он питается осадками в горных районах Западного берега реки Иордан и проходит вдоль восточного края израильской прибрежной равнины от горы Кармель на севере и до Беар-Шэвы на юге. Водоносный горизонт получил своё название от двух питающих его источников — реки Яркон, питающейся от пресных родников, и Таниним, несущей солёные воды. Хотя он используется и изучается уже в течение почти столетия, его точная структура остаётся неизвестной. Достоверно известно, что он состоит из двух изолированных друг от друга слоёв толщиной 350 м каждый, однако их часто рассматривают вместе как один водоносный горизонт толщиной от 700 до 1000 м.
Из-за интенсивного водозабора водоносный горизонт находится под угрозой истощения. Забор воды Израилем превышает возможности его природного пополнения, поэтому начиная с 1950 года уровень грунтовых вод постоянно понижается, что в свою очередь приводит к увеличению их солёности. Ещё одной угрозой для водоносного горизонта является поступление нитратов из неочищенных сточных вод как в Израиле, так и на Западном берегу реки Иордан.
Карьер с пещерой Аялон находится в центре солёной аномалии Аялона — зоны распространения грунтовых вод с повышенным уровнем солёности площадью в 200 км². Серо — и солесодержащие грунтовые воды были обнаружены в регионе в 1932 году, а позднее многочисленные пробурённые в зону подземных вод скважины показали воду с необычно высоким уровнем солёности. Возможными причинами появления солевой аномалии геологи называют вымывание из горных пород минеральных солей, а также поступление с поверхности удобрений. Анализ температуры воды, содержания минеральных веществ и концентрации сероводорода в воде пробурённых в районе карьера Nesher и его окрестностях 68 скважин показал, что солёная аномалия Аялона на самом деле питается термальными источниками. За несколько недель до открытия пещеры вышла итоговая статья о результатах изучения водных источников, где исследователи допускали наличие в этом районе крупных подземных полостей, могущих представлять опасность при строительстве и разработке карьеров.
На дне озера в пещере были обнаружены карровые гребешки, происхождение которых связано с потоками вытекающей из озера воды. Согласно анализу, в глубинных слоях озера температура воды колеблется от 28,5 до 30 °C, содержание сероводорода — 4,5 ‰, pH — 6,8, солёность — от 490 до 1300 миллиграмм на литр хлорида. Ниже глубины в 1 м вода в озере бескислородна. Слой сернистой термальной воды накладывается на тёплую поверхностную воду с температурой около 25 °C, её свойства точно соответствуют окружающей грунтовой воде, и именно в ней обитают ракообразные из пещерной фауны.

### Образование пещеры Аялон
Пещера Аялон представляет собой карстовую полость в породе верхне-мелового периода. Она образовалась несколько миллионов лет назад в результате поступления в этот район солёной и сернистой термальной воды, которая смешалась с местными грунтовыми водами, которые в свою очередь уже успели создать систему трещин в породе. Пещера Аялон по механизму образования аналогична пещерам Фразасси в Италии и пещере Мовиле в Румынии. Такие пещеры образуются, когда выделяющийся из термальной воды сероводород взаимодействует с растворённым кислородом в окружающей среде, или его окисляют микробы до состояния серной кислоты. Образовавшаяся таким образом серная кислота реагирует с окружающим известняком и разлагает его на гипс и угольную кислоту:
{\displaystyle \mathrm {{\text{(1)}}\quad H_{2}S\ +2\ O_{2}\longrightarrow \ H_{2}SO_{4}} }
{\displaystyle \mathrm {{\text{(2)}}\quad CaCO_{3}\ +\ H_{2}SO_{4}\longrightarrow \ CaSO_{4}+\ H_{2}CO_{3}} }
Подобная химическая реакция с разной степенью эффективности может также протекать в результате жизнедеятельности (метаболизма) бактерий, но с другими исходными химическими элементами. В этих реакциях используется сера, кислород, углерод и азот, причём некоторые из этих реакций своим конечным результатом образуют агрессивно воздействующие и растворяющие известняк кислоты.
Ещё несколько десятилетий назад нижний уровень пещеры был затоплен. Химический состав воды, характер пещерных стен и найденные образцы микрофауны свидетельствуют о продолжающемся процессе развития пещеры в настоящее время.

## Спелеобиология

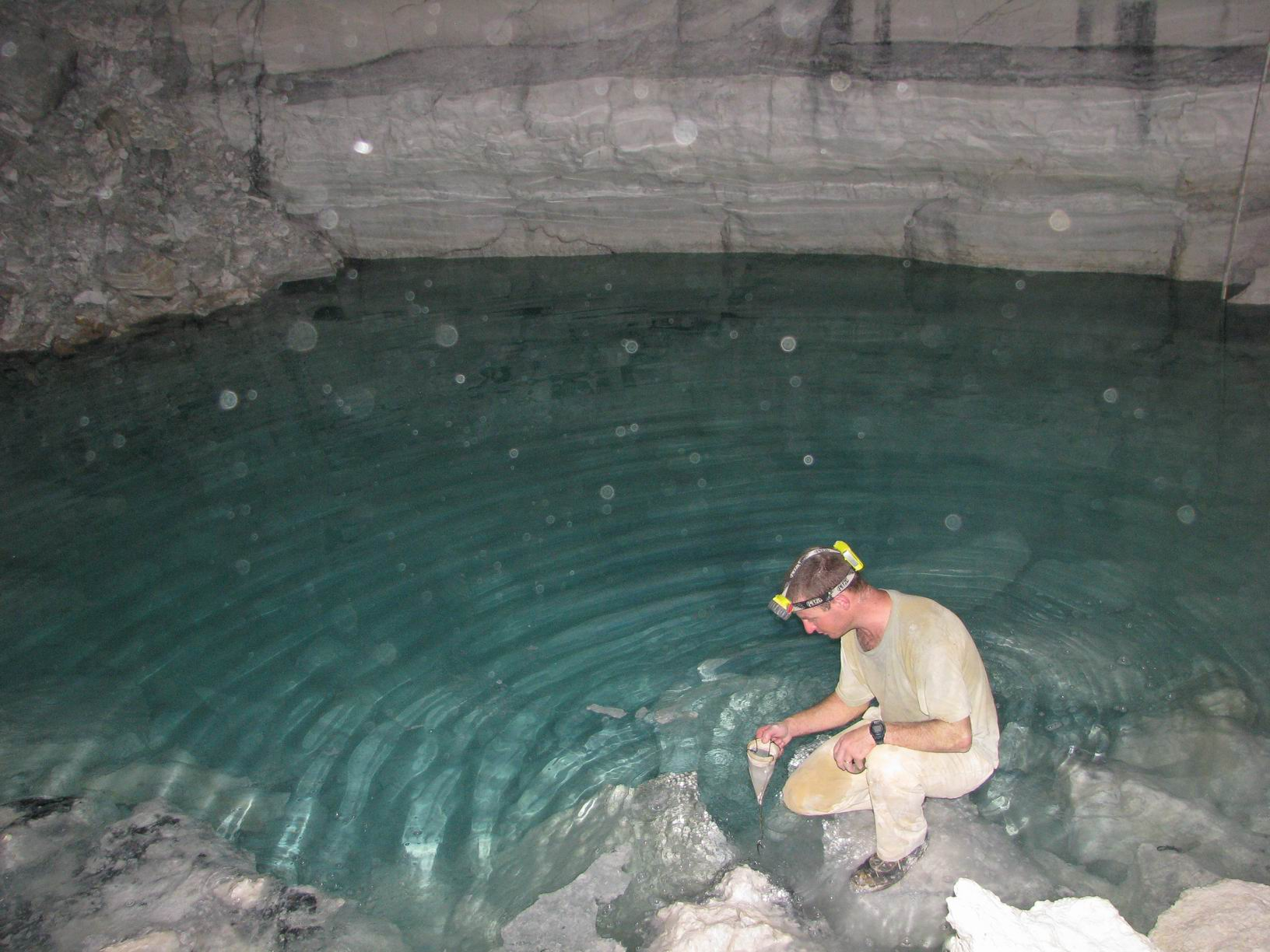
Ловля ракообразных в озере пещеры Аялон

### Условия окружающей среды
До своего открытия пещера Аялон была полностью изолирована от внешнего мира в течение миллионов лет (известняковый слой породы в десятки метров толщиной не давал возможности для проникновения в неё с поверхности воды и органических материалов), и в этих условиях в ней сформировалась своя уникальная экосистема. Температура воздуха в большинстве районов пещеры колеблется в пределах от 26 до 28 °C с влажностью воздуха более 94 %. На нижнем этаже пещеры атмосфера характеризуется повышенным содержанием сероводорода.
Живущие в пещере организмы постоянно зависят от тепла, выделяемого биомассой хемоавтотрофных бактерий. Бактерии (такие, например, как род Beggiatoa) получают энергию от присутствующего сероводорода в воде, а также используют растворенный в воде диоксид углерода для формирования биомассы. Для аэробных организмов сероводород и сульфиды токсичны, они вызывают связывание кислорода и гипоксию. Таким образом, высшие организмы должны иметь приспособления для жизни в богатой соединениями серы среде. Такие приспособления включают в себя, например, использование кислород-связывающих белков для транспортировки и хранения кислорода в организме или эндосимбиоз с окисляющими серу бактериями.
Такие экосистемы в глобальном масштабе очень редки, в Израиле подобная экосистема была впервые описана в 1968 году в источнике En Nur у деревни Табга на озере Кинерет, но подробное изучение не проводилось. В этом источнике в 1909 году жил только рак Typhlocaris Galilea вместе с Tethysbaena relicta, впоследствии выяснилось, что они имеют близких родственников в пещере Аялон. И только дальнейшие исследования в пещерах Фразасси и Мовиле в 1990-х годах привели к осознанию факта, что подземные экосистемы могут существовать на основе хемоавтотрофных бактерий.

### Биоразнобразие
Как правило, пещеры бедны видами живых существ по сравнению с поверхностью Земли. Пещеры с высоким уровнем биоразнообразия находятся в карстовых районах, проникают в зону грунтовых вод (фреатическая зона), имеют большое количество органического вещества (например, хемоавтотрофного происхождения) и большую длину. Пещера Аялон сочетает в себе все эти факторы. Большинство хемоавтотрофных колоний создают основу для существования сложных сообществ живых организмов и большого разнообразия беспозвоночных. Особое значение пещере Аялон придает тот факт, что в её полностью изолированной от внешнего мира и целиком основанной на хемосинтезе экосистеме сосуществовали вместе водные и наземные виды живых существ.
Вскоре после своего открытия пещера была изучена сотрудниками Еврейского университета в Иерусалиме. Они обнаружили в солёной воде пещерного озера различных бактерий, простейших и 4 вида ракообразных. Часть озёрных ракообразных оказалась морского, а часть — пресноводного происхождения. В сухой части нижнего этажа пещеры, но в непосредственной близости от подземного озера было обнаружено 4 вида наземных беспозвоночных. Среди них было найдено, по разным данным, от 20 до 32 мёртвых образцов слепого скорпиона Akrav israchanani и ложноскорпиона Ayyalonia dimentmani.
Для определения размера подземной экосистемы за пределами пещеры Аялон в скважинах, сделанных для понижения грунтовых вод в карьере, старых колодцах водного департамента, заброшенных скважинах и прудах в радиусе нескольких сотен метров от пещеры проводились специальные исследования.

### Макрофауна
| Научное название              | Класс, отряд                          | Эндемик | Примечания |
| ----------------------------- | ------------------------------------- | ------- | --- |
| Akrav israchanani             | Паукообразные, Скорпионы              | да      | вымерли, только около 20 сухих экзоскелетов находится в коллекции Еврейского университета в Иерусалиме, по данным Исраэля Наамана (Israel Naaman) были найдены остатки 32 погибших животных; классификация в новом монотипном семействе была поставлена под сомнение |
| Ayyalonia dimentmani          | Паукообразные, Ложноскорпионы         | да      | часто встречается на скалах вокруг пещерного озера |
| Lepidospora ayyalonica        | Насекомые, Щетинохвостки              | да      | обнаружен только экземпляр самца, вероятно, он попал в пещеру Аялон после её открытия |
| Troglopedetes sp.             | Скрыточелюстные, Entomobryomorpha     | (да)    | вероятно новый вид, идентификация на уровне вида до сих пор невозможна из-за отсутствия сравнительного материала |
| Tethysbaena ophelicola        | Высшие раки, Термосбеновые            | да      | морского происхождения, все стадии развития большей частью происходят в пещерном озере |
| Typhlocaris ayyaloni          | Высшие раки, Десятиногие ракообразные | да      | морского происхождения, сотни экземпляров обнаружены в пещерном озере, однако только взрослые особи, крупнейшие живые существа в пещере Аялон |
| Metacyclops longimaxillis     | Maxillopoda, Cyclopoida               | да      | по сравнению с другими видами рода выделяются большими челюстями; в пещере Аялон встречаются в очень больших количествах во всех стадиях развития |
| Metacyclops subdolus auctorum | Maxillopoda, Cyclopoida               | нет     | с 1938 года находки в Италии и других европейских странах Средиземноморья, в источниках на Мёртвом море и в северном Негеве; несколько взрослых и молодых особей обнаружены в пещере Аялон                                                                           |

Троглофильные скорпионы, как правило, встречаются только в тропиках. Поэтому находка подземных скорпионов вне тропиков в Израиле удивила учёных. По одной из гипотез, скорпионы наряду с пещерными ракообразными являются остатками реликтовой фауны времён тропического океана Тетис. По другой гипотезе, они являются частью самостоятельной подземной экосистемы, которая сложилась независимо от наземной жизни. Наконец, по третьей гипотезе предполагается, что скорпионы не развивались вместе с подземными ракообразными, а заселили пещеру намного позднее.

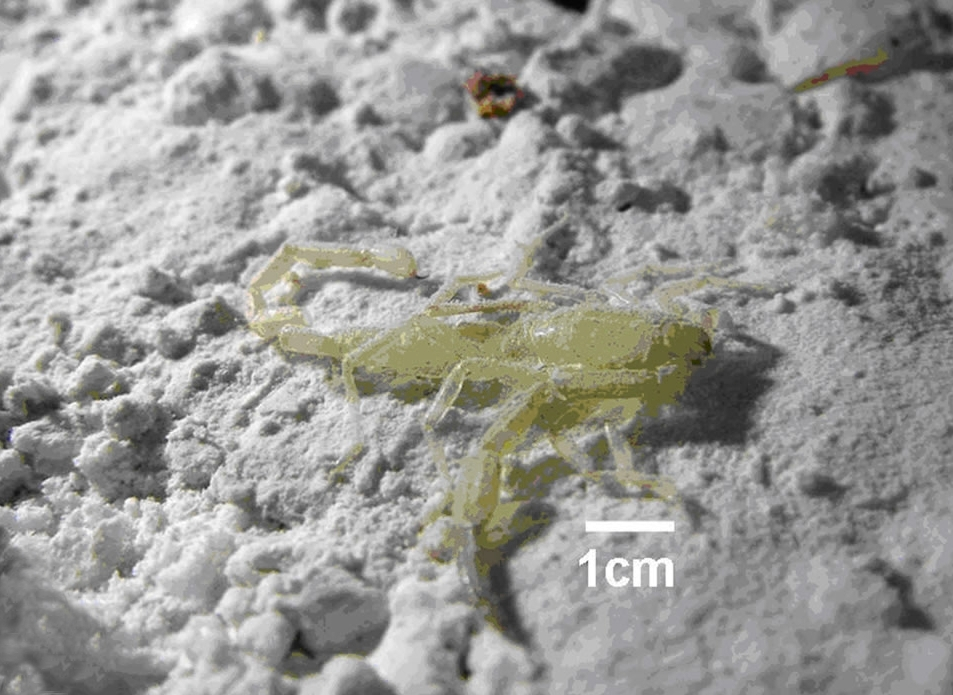
Akrav israchanani, сухой экзоскелет

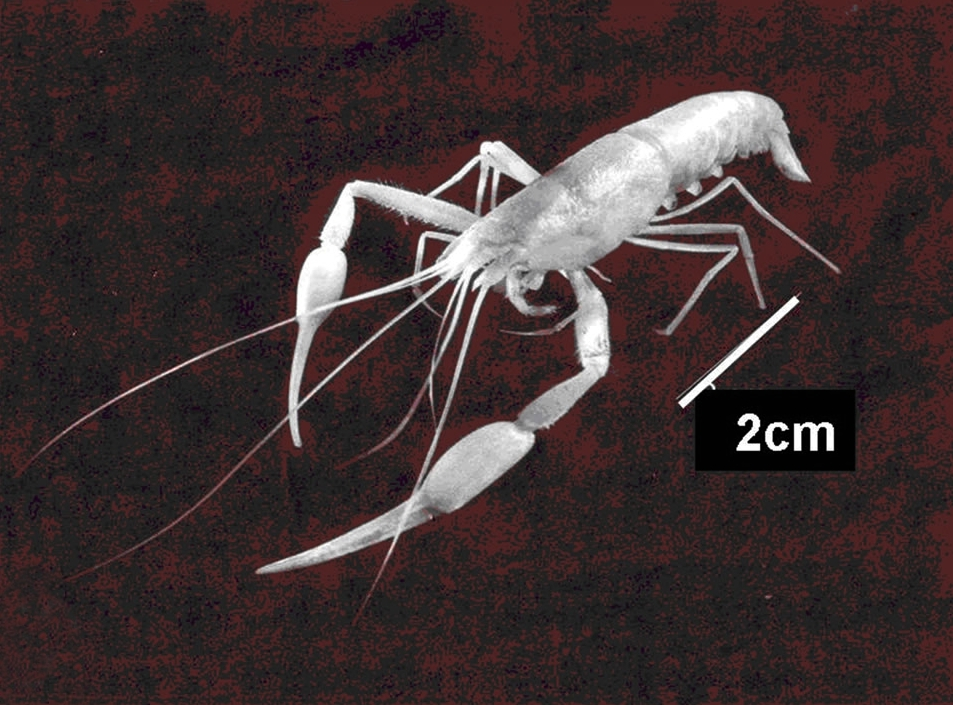
Typhlocaris ayyaloni, крупнейшие существа пещеры

В Израиле обитают виды, близко родственные живущим в пещерном озере ракообразным Typhlocaris ayyaloni и Tethysbaena ophelicola. Так, в одном месте в Тивериадском озере обитает вид Typhlocaris galilea. В нескольких местах в подземных водах под Иорданской долиной водится Tethysbaena relicta. Эта подземная система не имеет прямой связи с водоносным горизонтом Яркон-Таниним и пещерой Аялон. Учёные предполагают, что оба указанных вида ракообразных сформировались в Иорданской рифтовой долине, а их популяция в пещере Аялон была изолирована ещё в давние времена. Два вида рода Metacyclops представлены в пещерном озере в очень разных количествах. Было найдено несколько найдено несколько взрослых и молодых особей вида Metacyclops subdolus, а Metacyclops longimaxillis присутствует в очень большом количестве во всех возрастных группах. Популяция Metacyclops longimaxillis многочисленна, так как он лучше других видов приспособился к высокой температуре, повышенному содержанию соли и серы в пещерном озере.

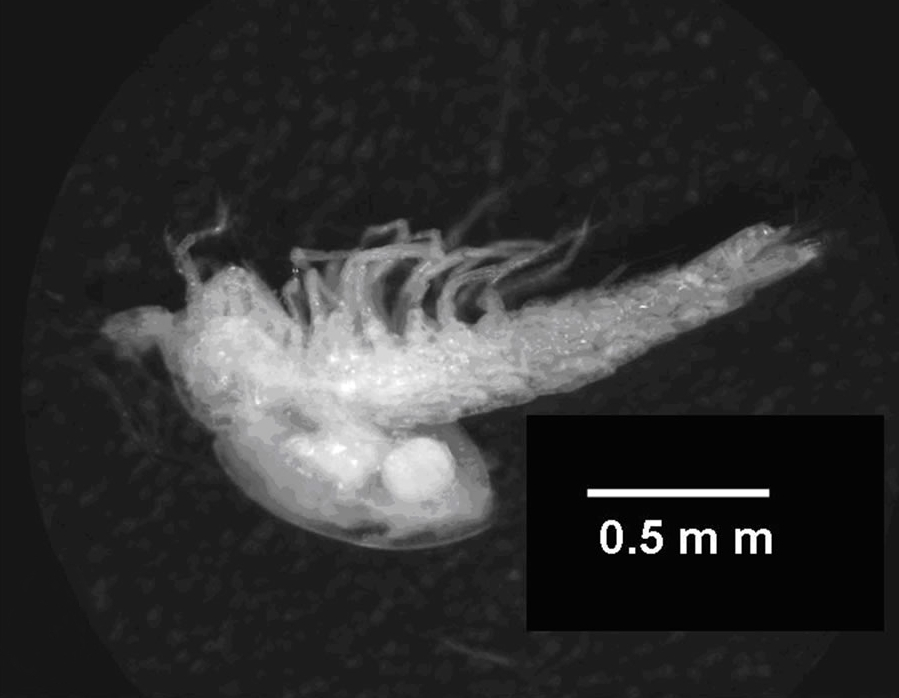
Tethysbaena ophelicola, самка с инкубационной сумкой

Metacyclops subdolus был найден в скважинах в окрестностях пещеры и в наземном бассейне, питаемом подземными водами. То же самое относится и к Typhlocaris ayyaloni: хотя сотни взрослых особей и обитают в подземном озере пещеры, но там не были обнаружены самки с икринками или молодые особи. Данный вид был также обнаружен в скважинах за пределами пещеры. Предполагается, что он проникает в пещеру через грунтовые воды, занимаясь активным поиском пищи, или распространяется при благоприятных условиях в водных источниках за пределами пещеры.
В других местах обитания в Израиле эндемичных ракообразных (например, в источнике Эль-Нур у деревни Табга) обнаружено и описано несколько видов нематод, улиток и малощетинковых кольчатых червей. В пещере Аялон указанные группы живых организмов не обнаружены, однако в глинистой почве когда-то затопленной части пещеры обнаружены норки, которые могут быть результатом деятельности любого из этих видов животных.

### Микрофауна
Экосистема пещеры Аялон основана на биомассе, произведённой большим количеством окисляющих серу бактерий. От 40 до 100 % поверхности пещерного озера покрыто дрейфующими матами бактерий, берега озера также покрыты ими. Бактериальный газон состоит в основном из Beggiatoa — нитевидных бактерий, в вакуолях которых присутствует сера. Кристаллы кальцита образуются на бактериальных матах, и если маты превосходят таким образом критическую массу, то они оседают на дно озера. Что касается нижней части озера, то там не были найдены остатки бактериальных матов: до конца неясно, появятся ли эти маты на глубине позже, или же кальцит и бактериальные маты растворяются в более глубоких слоях воды. Также в пещере были найдены бактерии и другие простейшие — много инфузорий и амёбозои. К 2013 году и бактерии, и простейшие пещеры Аялон были тщательно исследованы.

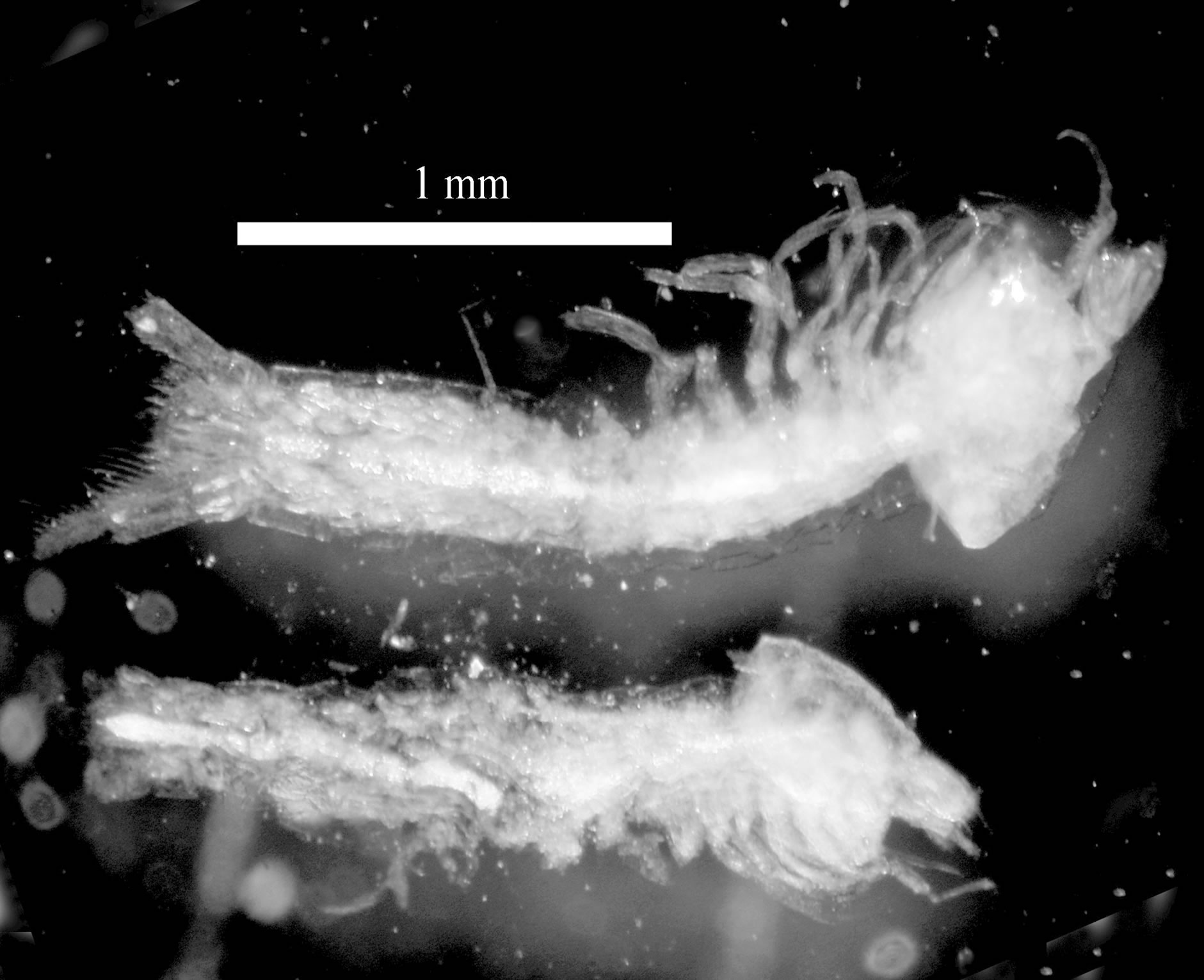
Tethysbaena ophelicola, полувзрослая особь. Наполненный бактериями кишечник выделяется на свету

Первое изучение хемоавтотрофных бактерий из серных источников провёл в 1880 году Сергей Николаевич Виноградский. В течение следующих столетий изучение таких микроорганизмов было осложнено тем, что они являются микроскопически малыми и наиболее характерные хемоавтотрофные бактерии не могут культивироваться в лабораторных условиях. Только генетический анализ позволил провести точную идентификацию найденных бактерий, а изотопные исследования бактериальных скоплений, образцов воздуха, воды и горной породы помог выяснить механизмы и суть обменных процессов. Оказалось, что в ранее изученных пещерах бактериальная фауна имеет сложносоставной характер и состоит из зелёных серо-бактерий, гамма-протеобактерий) и эпсилон-протеобактерий. Исчерпывающее исследование всей бактериальной фауны и связанных с ней биогеохимических циклов в этих пещерах до сих пор продолжается.

### Пищевая цепь
Изотопное изучение скорпионов в пещере Аялон дали значение PDB около −0,36 ‰. Питание донных организмов от нормальной атмосферы даёт значение этого показателя от −0,25 до −0,18 ‰, а разница в данном случае показывает питание скорпионов на органическом материале из пещеры. Изотопная подпись кислорода и углерода в бактериях и высших организмах пещеры показала, что бактерии являются источником энергии для всей экосистемы пещеры.
Исследование кишечника многочисленных видов ракообразных (особенно Tethysbaena ophelicola) показало, что они буквально напичканы бактериальными клетками. Изучение содержимого кишечника 2 образцов типа Typhlocaris ayyaloni показало, что они тоже имеют в своем составе бактерий непосредственно из бактериального газона и питаются мелкими ракообразными типа Tethysbaena ophelicola. Пока не ясно, является ли это простым использованием пищи, или ракообразные с бактериями поддерживают эндосимбиотические отношения.
По поводу дальнейшего развития пищевой цепи (или водных и наземных пищевых цепей) существует несколько гипотез. Так, существующие в большом количестве Metacyclops longimaxillis и Tethysbaena ophelicola являются постоянными жителями пещерного озера и потребителями бактерий на вершине пищевой цепочки. Однако Typhlocaris ayyaloni и Metacyclops subdolus фактически обитают в других районах подземных грунтовых вод и наведываются в озеро пещеры Аялон только для поиска пищи. Что касается стигобионтов, то Typhlocaris ayyaloni, без сомнения, находится в конце пищевой цепи.
Что касается наземных обитателей пещер, то ногохвостки Troglopedetes sp. рассматриваются как главные растительноядные (первичные потребители) и питаются непосредственно бактериями с берега озера и с плавающих по поверхности бактериальных матов. Они, в свою очередь, являются источником пищи для хищных ложноскорпионов. Изучение биологии и экологии Akrav israchanani не было уже невозможно, но другие пещерные скорпионы являются наиболее важными хищниками в этой экосистеме.

## Защита видов

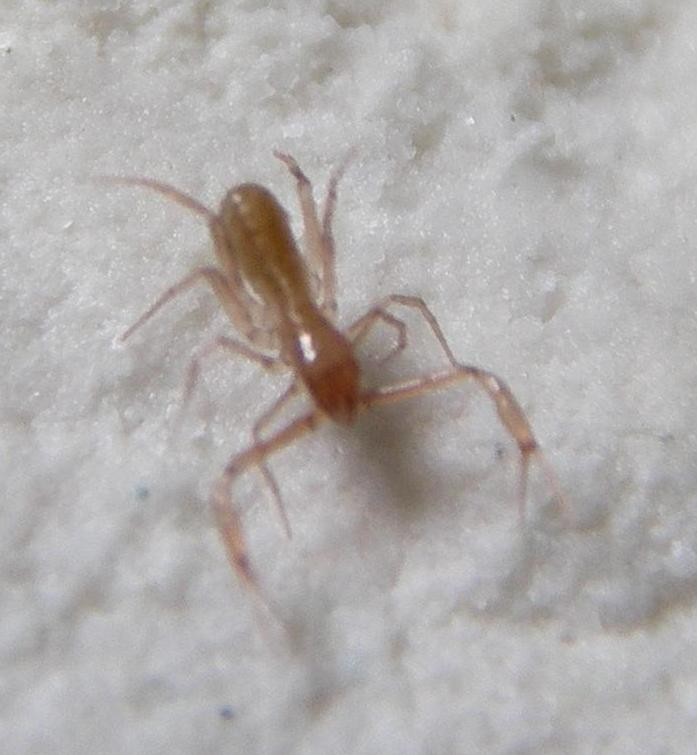
Ayyalonia dimentmani, ложноскорпион из пещеры Аялон

### Снижение уровня подземных вод
Редкость таких экосистем, как пещера Аялон, высокая степень биологического разнообразия и высокая доля эндемичных видов флоры в ней уже привело к требованию принять меры по их немедленной защите. Даже случайное открытие доступа к пещере привело к нарушению биома. Гораздо большее влияние имеет снижение уровня грунтовых вод из-за чрезмерного забора воды из водоносного горизонта. В области пещеры Аялон с 1951 года понижение уровня грунтовых вод составило 13 м. В результате, площадь пещерного озера уменьшилась с примерно 4000 до 400 квадратных метров, и большая часть из районов озера все ещё находится в процессе падения уровня воды и формирования сухих подземных проходов и полостей.
Сокращение нижнего звена биомассы из-за уменьшения мест обитания считают потенциальной причиной для исчезновения скорпиона Akrav israchanani, который был уязвим из-за своего положения в конце пищевой цепи. Тогда же было отмечено, что большинство из погибших скорпионов были найдены на стенах пещеры в несколько метров выше нынешнего уровня воды. Положение мёртвых скорпионов и сравнение с реконструированным уровнем воды в пещере позволило обнаружить, что Akrav israchanani вымер в период с 1960 по 1991 годы. Гипотеза о постепенном вымирании, однако, противоречит найденным мёртвым экземплярам, так как скорпионы на нехватку продовольствия реагируют каннибализмом. Их гибель пытаются объяснить внезапным катастрофическим событием, таким как выбросы в атмосферу пещеры больших количеств сероводорода, однако это не объясняет выживание ложноскорпионов и ногохвосток в пещере.
В октябре 2010 года уровень грунтовых вод достиг в пещере Аялон исторического минимума — около 11,30 м над уровнем моря. Таким образом, пещерное озеро находится на грани полного осушения, а значит бактериальным матам на поверхности воды нет больше места. Даже если ещё существуют под землей контактные поверхности между термальной водой пещеры (источником энергии для хемоавтотрофных бактерий) с грунтовыми водами, для наземных животных в пещере Аялон непосредственно встала опасности вымирания.

### Карьер
Сразу же после открытия пещеры Аялон была проведена встреча между владельцем карьера предприятием «Нешер Израиль» и Израильским министерством инфраструктуры для обсуждения общих мер по обеспечения безопасности и сохранения пещеры. Как объяснил владелец карьера, его компания, независимо от возможных убытков, заинтересована в сохранении пещеры и её экосистемы. В целях сохранения пещеры как природного памятника область вокруг пещеры должна оставаться нетронутой, в то время как вокруг неё планируется дальнейшая добыча полезных ископаемых в карьере трапециевидной формы.

### Вторжение чужеродных видов
Экосистема пещеры сталкивается с высоким риском попадания в пещеру внешних животных, доступ которых на ранней стадии оказался возможным из-за пробитого отверстия. Её края и образовавшиеся при предыдущих пробных бурениях между пещерой и окружающим миром отверстия были заполнены полиуретановой пеной. Однако обитающие в пещере пауки видимо были принесены в пещеру из надземной фауны воздушными потоками через отверстия в земле. Несмотря на все усилия по сохранению карстового явления пещера Аялон, над пещерной экосистемой по прежнему нависает угроза. Слой скалы над пещерой был срублен наполовину; также в скальном покрове над пещерой в результате добычи полезных ископаемых образовались трещины. Это увеличивает опасность попадания в пещеру надземных организмов, что может нарушить хрупкую систему и далее уничтожить отдельные элементы фауны.
В Красном списке исчезающих видов МСОП только вид Typhlocaris ayyaloni классифицируется как находящийся «под угрозой исчезновения». Включение в эту категорию обосновывается небольшим количеством мест обитания и наблюдаемым ухудшением среды обитания. Другие виды пещеры Аялон в издании 2013 года не упомянуты.
Закон Израиля об охране природы от 1998 г. (статья 33 (а) Закона 5758-1998) уполномочивает министра по охране окружающей среды принять постановление об охраняемых природных товарах (охраняемых природных активах), которые также находятся за пределами специально отведённых мест по сохранению находящихся под защитой видов. В 2005 году был принят Указ об охране природы (Декларация о национальных парках, заповедниках, национальных местах и памятных местах провозглашения (охраняемые природные активы), 5765-2005), который определяет многочисленные виды животных и растений, окаменелости и геологические формации и основывается на описании позвоночных и растений из израильской Красной книги. Из типов живых существ пещеры Аялон только род Typhlocaris упоминается по имени.

## Научные исследования
Первая научная публикация была сделана в журнале Nature 8 июня 2006 года в виде короткого сообщения. Подробное описание результатов исследования впервые сделал Фрэнсис Дов Пор в 2007 году. В своей публикации он предложил рассматривать хемоавтотрофную экосистему Аялонской пещеры как частный случай Офелы — второй подземной биосферы. Защищённая в 2011 году Исраэлем Нааманом диссертация является наиболее полным исследованием по появлению пещеры Аялон, а также по влиянию на неё антропогенного снижения уровня грунтовых вод в течение последних десятилетий. Работа по зоологическому изучению открытой пещеры, в том числе первое описание открытых видов и его публикация ещё не полностью завершены. По двум многоклеточным статус до сих пор неясен, и по микрофлоре нет подробной информации. В профессиональных кругах, особенно среди спелеобиологов, к пещере Аялон с её фауной остается большой интерес, и она часто упоминается в научных публикациях по спелеологии.
Из предположения, что отдельные виды в пещере Аялон посещают пещерное озеро с его богатыми пищевыми ресурсами только для еды, следует вывод, что существует перемещение биомассы из пещерного озера в окружающие подземные воды. Эта горизонтальная транспортировка энергии и глобальное распространение ракообразных порядка Термосбеновые, которые представлены в пещере Аялон Tethysbaena ophelicola, формирует основу разработанной зоологом Фрэнсисом Дов Пором теории глобального и не зависящего от внешнего поступления энергии биома, который он описал как «Офела». В «Офеле» основу пищевой цепочки образуют серные и другие хемоавтрофные бактерии, которые на основе серы создают свою биомассу с использованием энергии термальной воды, а высшие организмы питаются бактериями. Однако его теория не получила всеобщего признания. Так например, румынский зоолог Штефан Негря заявил, что в природе не может быть полностью изолированных систем.